# Święto Morza (Kłajpeda)

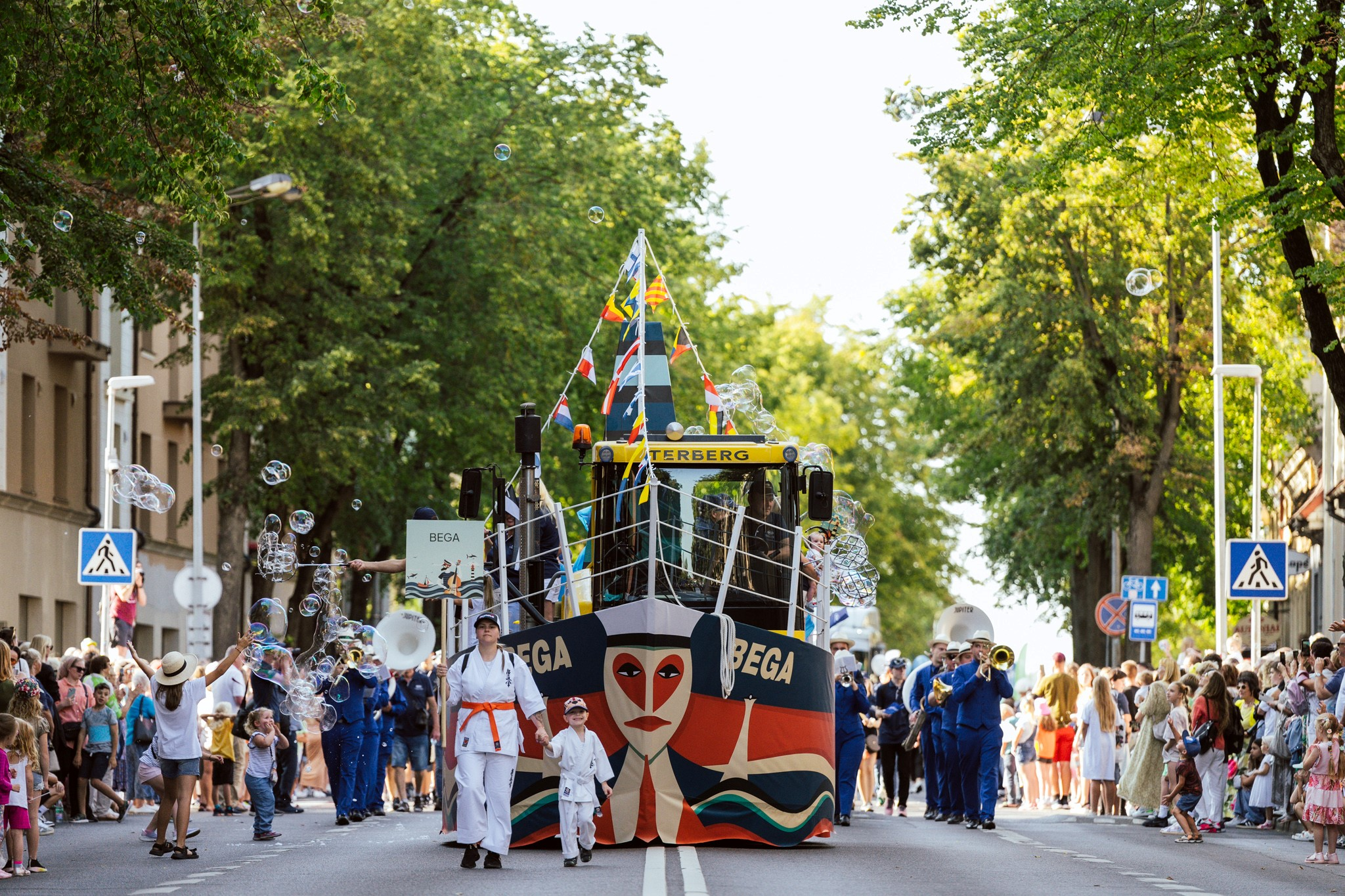
Procesja Festiwalu Wielkiego Morza

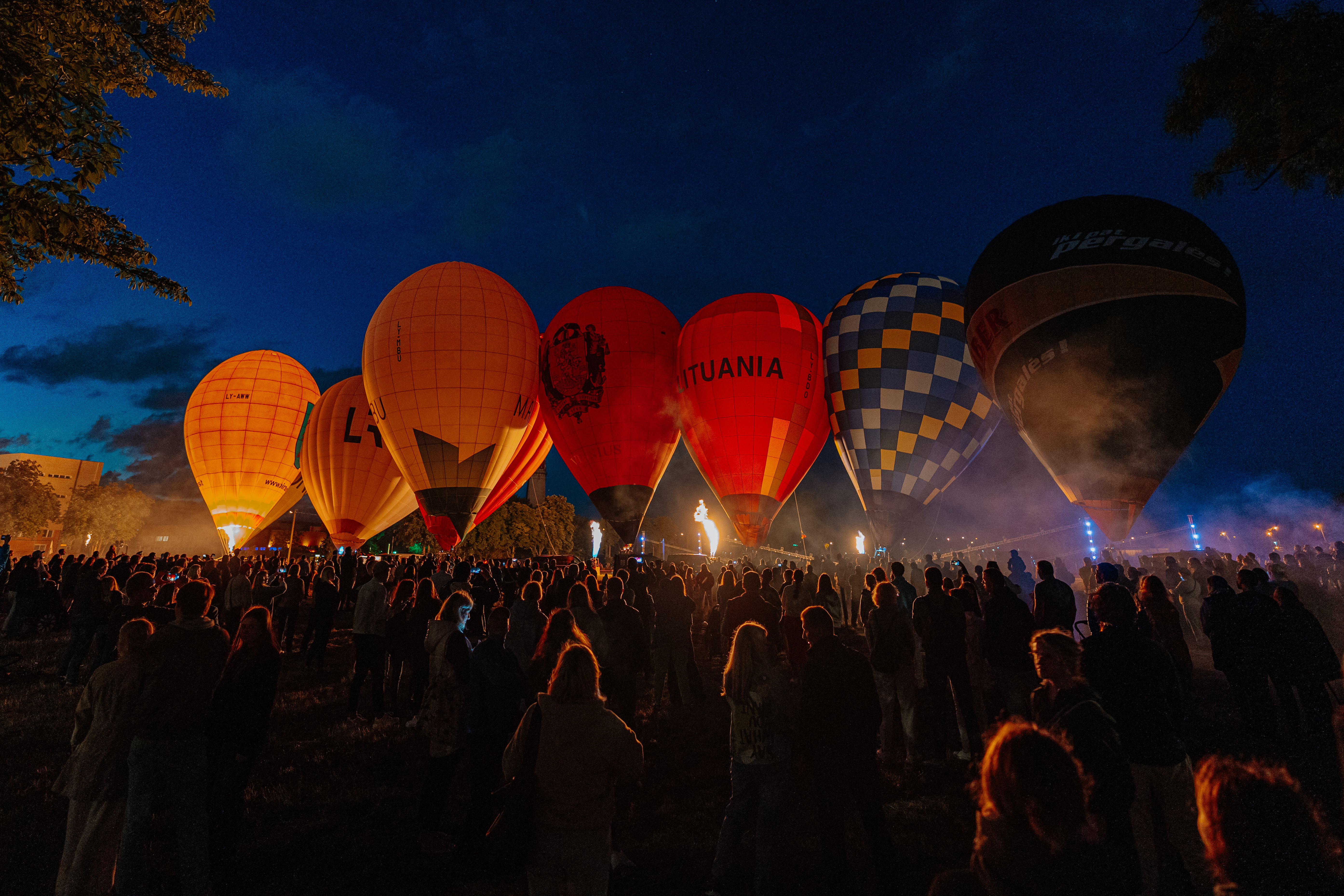
Festiwal Morza i Pokaz Świecących Balonów 2023 w Kłajpedzie.

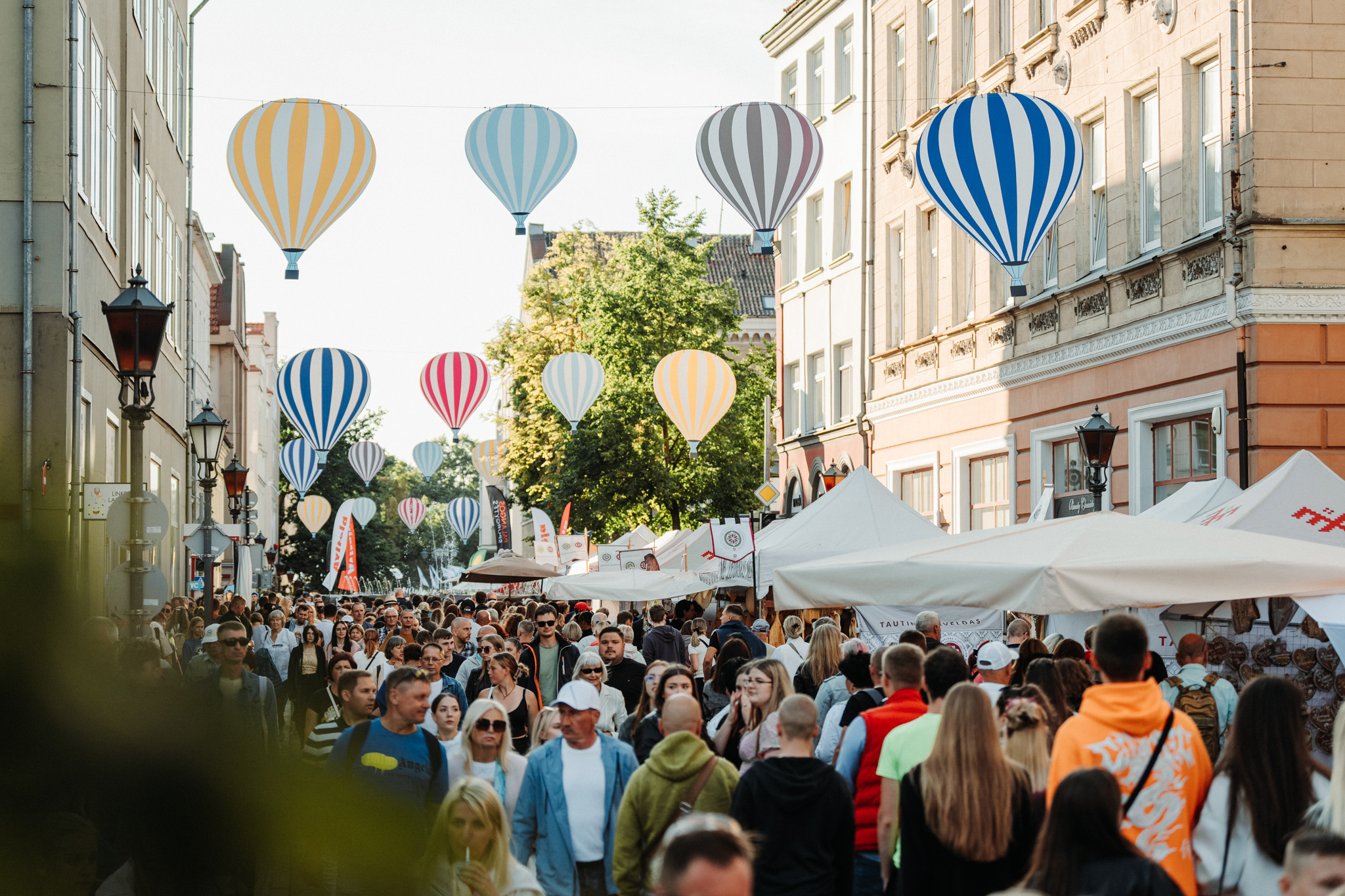
Festiwal Morza jest największą imprezą na Litwie.

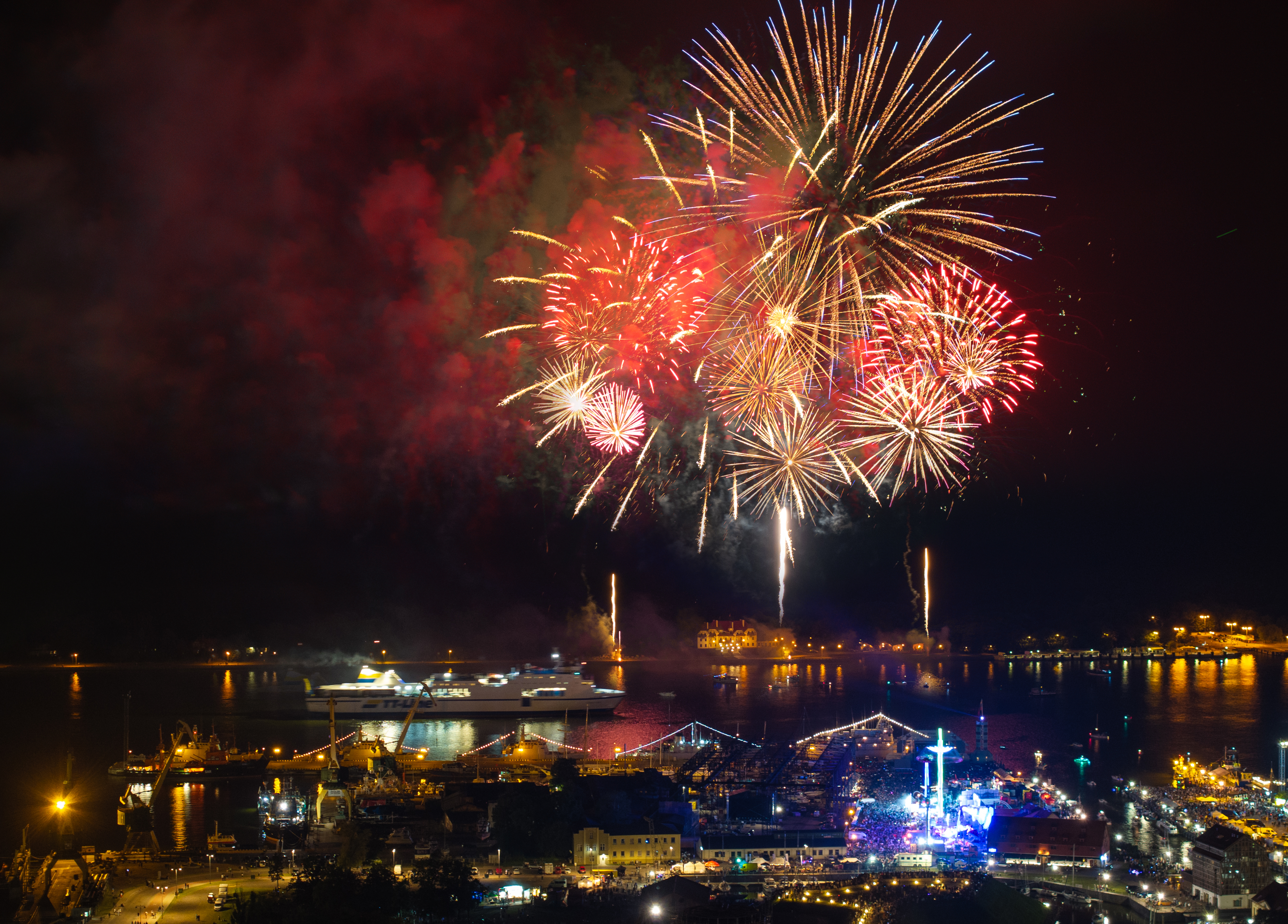
Pokaz sztucznych ogni na Festiwalu Morza

Święto Morza (lt. Jūros šventė) - coroczne święto, odbywające się tradycyjnie w ostatni weekend lipca, w Kłajpedzie.
Podczas festiwalu, w mieście ma miejsce wiele kulturalnych, sportowych i rozrywkowych imprez: koncertów, występów i widowisk. Większość wydarzeń jest zorientowana na tematykę morską, zarówno ich charakterem, jak i miejscem (terminal statków wycieczkowych, Smiltynė, obszar „Miasta Memel” oraz brzegi rzeki Akmeny).

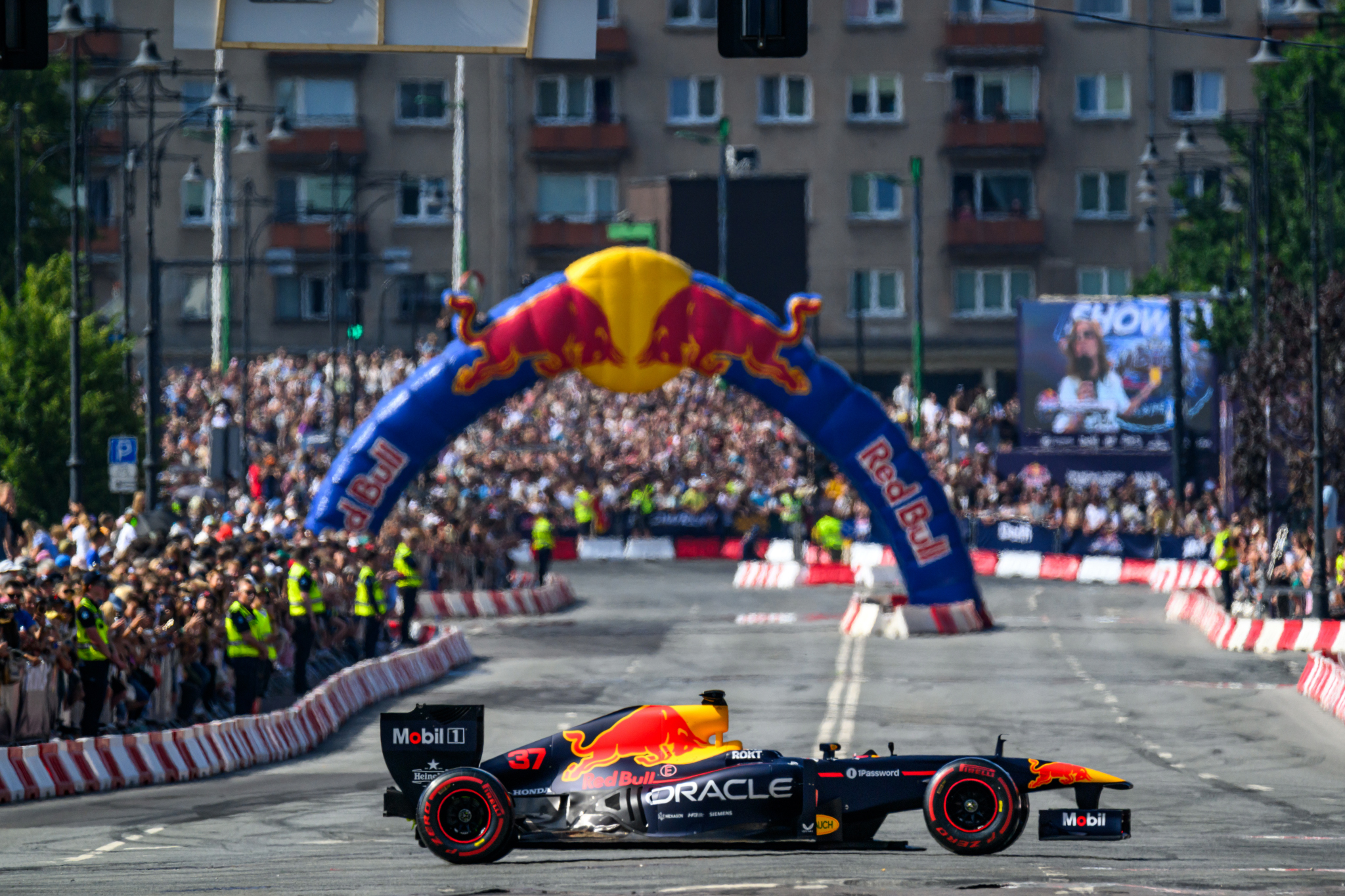
Red Bull Showrun w Kłajpedzie podczas Festiwalu Morza. Vytautas Pilkauskas foto.

Festiwal Morza odbył się w dniach 25-27 lipca 2025 roku. W połowie lata, pod hasłem – TAK, DŹWIĘKI MORZA – 66. Festiwal Morza, jak go nazwano, uwiecznił na swoich kartach niezwykłe wydarzenia, które przyciągnęły do miasta setki tysięcy ludzi.
Zmieniając codzienne oblicze i dźwięk miasta, Festiwal Morza powrócił z delikatnym łopotem flag nad ulicami i burzliwym grzmotem bolidu Formuły 1. Wśród licznych wydarzeń festiwalowych, tradycyjne akcenty i ceremonie morskie zachowały honorowe miejsce, w tym uhonorowanie tych, którzy nie powrócili z morza, w którym wziął udział również JE Prezydent Republiki Litewskiej Gitanas Nausėda. Nowe projekty i nietypowo zaaranżowane przestrzenie z powodzeniem uzupełniły dotychczasowy wizerunek Festiwalu Morza.
W piątkowy wieczór uczestnicy wielkiego pochodu Festiwalu Morza nie pozostawili nikogo obojętnym, nadając ulicom miasta inny charakter i wyjątkowe widowisko. Morskie przesłanie wiernie przekazała tradycyjna parada okrętów „Dangės flotilla” z Litewskim Muzeum Morskim. Litewska Marynarka Wojenna uświetniła obchody uroczystymi wydarzeniami, odsłaniając w sobotnie popołudnie pomnik poświęcony 90. rocznicy powstania Litewskiej Marynarki Wojennej.
Milionowa publiczność i uwaga całego świata przybyły do Kłajpedy dzięki jednemu z najbardziej pożądanych wydarzeń motorsportowych na świecie – „Red Bull Showrun”. W sobotę legendarny samochód RB7, którym zespół „Oracle Red Bull Racing” zdobył tytuł mistrza świata w 2011 roku, przejechał przez serce miasta portowego.
Tysiące ludzi zebrało się na Jonas Kalnelis przez dwa wieczory, aby obejrzeć występ francuskiego zespołu „Ilotopie” na wodzie „Aqua Forte”. Opowieść o zepsutym samochodzie, którego właściciel trafia w miejsce, w którym nigdy nie był i o którym nigdy nie słyszał, gdzie zwykłe miejskie życie przeradza się w szaleństwo, a sens po prostu ulatnia się, ustępując miejsca innemu światu.

## Historia
Po raz pierwszy, Święto Morza (Dzień Morza) urządzono 12 sierpnia 1934 roku, z inicjatywy
Litewskiego Związku Zachodniego. Wzięło w nim udział 60 tys. mieszkańców i gości. W okresie międzywojennym, święto miało za zadanie popularyzację morza, żeglugi i zawodów z morzem związanych. W obchodach brali udział też ważni litewscy politycy.

## Znaczenie dla miasta
Jest to szczególnie ważne wydarzenie dla miasta. Przyciąga gości z całej Litwy oraz zagranicy - Niemiec, Holandii i Estonii. W Kłajpedzie zwane jest również drugim (lub letnim) Bożym Narodzeniem.
Święto jest doskonałym narzędziem do promocji miasta. Często transmitowane przez zarówno telewizję publiczną, jak i inne krajowe, doczekało się dużego zainteresowania mediów zagranicznych.